# نينا أحمد (سياسية)
نينا أحمد (من مواليد 1960) هي سياسية أمريكية، وناشطة في مجال حقوق المرأة من ولاية بنسلفانيا. انتخبت لعضوية مجلس مدينة فيلادلفيا من عامة بعد انتخابها في عام 2023 . ستكون أول شخص من أصل جنوب آسيوي يعمل في مجلس مدينة فيلادلفيا.
كانت المرشحة الديمقراطية في انتخابات عام 2020 لمنصب المراجع العام في ولاية بنسلفانيا، لكنها خسرت أمام تيموثي ديفور. وقد ترشحت سابقًا لمنصب نائب الحاكم في عام 2018 لكنها خسرت أمام جون فيترمان في الانتخابات التمهيدية للحزب الديمقراطي.

## النشأة والتعليم
ولد أحمد ونشأة في بنجلاديش، وعاش في منتصف حرب تحرير بنجلاديش. عندما كانت في الحادية والعشرين من عمرها انتقلت بمفردها إلى الولايات المتحدة، حيث حصلت على شهادة جامعية في ميشيغان. انتقلت بعد ذلك إلى فيلادلفيا عام 1983 للحصول على درجة الدكتوراه في الكيمياء من جامعة بنسلفانيا. تزوجت من أحسن نصرة الله واستقرت في حي جبل إيري في فيلادلفيا حيث قاموا بتربية ابنتيهما.

## حياة مهنية
بعد أن قضت فترات في مستشفى ويلز للعيون، وعملت كرئيسة لشركة علوم الحياة، وانخرطت في الشؤون الحكومية كنائب الرئيس التنفيذي للشؤون الحكومية في شركة جي إن إيه كابيتال العقارية. خلال هذا الوقت، وأصبحت أحمد أول أمريكية من أصل بنغلاديشي يتم تعيينها في منصب في إدارة أوباما عندما عينها الرئيس باراك أوباما في لجنة الأمريكيين الآسيويين، وسكان جزر المحيط الهادئ في عام 2014 بينما كانت تعمل أيضًا في لجنة مايكل نوتر المعنية بالآسيويين. الشؤون الأمريكية عندما كان عمدة فيلادلفيا.
كان لأحمد أيضًا دور كبير في إدارة المنظمة الوطنية للمرأة حيث أصبح رئيسًا لفرع فيلادلفيا في عام 2013 حتى عُيَّن للعمل في إدارة العمدة جيم كيني كنائب عمدة فيلادلفيا للمشاركة العامة. حيث عملت في هذا المنصب لمدة عام قبل أن تستقيل للترشح للكونغرس. عندما تغيرت الظروف الانتخابية، و ترشحت بدلاً من ذلك وخسرت محاولتها لمنصب نائب الحاكم، وفي ذلك الوقت عادت للعمل في المجلس الوطني للمنظمة الوطنية للمرأة قبل أن تترأس فرع بنسلفانيا كرئيسة لها.

## الحملات

### انتخابات الكونجرس 2017
في نوفمبر 2017، أعلنت أحمد استقالتها من منصب كنائب عمدة المدينة لبدء التحدي الأساسي ضد بوب برادي . حيث انسحبت لاحقًا بعد أن أخرجتها عملية إعادة تقسيم الدوائر من المنطقة.

### انتخابات نائب الحاكم 2018
في فبراير 2018 بعد إعادة تقسيم الدوائر الانتخابية. انسحبت أحمد من سباق الكونجرس لتعلن أنها ستتحدى نائب الحاكم الحالي مايك ستاك للترشح جنبًا إلى جنب مع توم وولف في انتخابات حاكم ولاية بنسلفانيا 2018 . لقد احتلت المركز الثاني بنسبة 23.8٪ من الأصوات، وخسرت أمام جون فيترمان، الذي سيواصل الفوز في الانتخابات العامة.

### الانتخابات العامة لمدقق الحسابات 2020
أعلنت أحمد ترشحها لمنصب المراجع العام في ولاية بنسلفانيا في أكتوبر 2019 بعد أن رفض المرشح الديمقراطي الحالي يوجين ديباسكال السعي لإعادة انتخابه، وبدلاً من ذلك ترشح لمنطقة الكونجرس العاشرة في بنسلفانيا . حيث هزمت أحمد خمسة مرشحين ليفوز بالانتخابات التمهيدية للحزب الديمقراطي حيث حصل على 36% من الأصوات.
واجهت أحمد في الانتخابات العامة، الجمهوري تيموثي ديفور، ونظرًا لأن أحمد أمريكية من بنغلادش وديفور أمريكي من أصل أفريقي فإن الانتخابات تعني أن المنتصر سيكون أول شخص ملون يتم انتخابه لمنصب تنفيذي على مستوى الولاية في ولاية بنسلفانيا،  ومضى ديفور ليفوز في الانتخابات العامة في نوفمبر متغلبًا على أحمد بفارق أقل من 209.000 صوت.

### انتخابات مجلس المدينة 2023
أعلنت نينا أحمد في ديسمبر 2022، أنها ستسعى للحصول على أحد الترشيحات الخمسة لانتخابات مجلس مدينة فيلادلفيا لعام 2023 . حيث نجحت أحمد في الفوز بأحد الترشيحات الخمسة بعد حصوله على 63465 صوتًا في الانتخابات التمهيدية للحزب الديمقراطي، وتقدمت إلى الانتخابات العامة في نوفمبر.